# المر ال. اندرسن
المر لی اندرسون (Elmer Lee Andersen)‏ (۱۷ ژوئن ۱۹۰۹–۱۵ نوامبر ۲۰۰۴)، از تاجران، نوع‌دوستان و سیاستمداران آمریکایی بود که به واسطه شرکت صنایع شیمیایی اچ. بی. فولر توانست کسب‌وکار موفقی به راه بیندازد. البته اندرسون را بیشتر به عنوان سی‌امین فرماندار ایالت مینه‌سوتا می‌شناسند. او که از جمهوریخواهان بود از چهره‌های میانه‌رو و محترمی به‌شمار می‌رفت که تعداد قابل‌توجهی از قوانین مدنی و زیست‌محیطی را به تصویب رساند.

## سال‌های نخست زندگی و تحصیلات
اندرسون در شیکاگو متولد شد. مادرش، جنی اولیویا جانسون (۱۸۷۷–۱۹۲۵) دختر ملوانی از اهالی لولِئو در سوئد بود که در جوانی به آمریکا آمده و سپس وارد کار چوب شده بود. پدر المر، آرنه کیلسبرگ اندرسون (۱۸۶۶–۱۹۲۶) از مهاجران اهل سولور در نروژ بود که در شیکاگو سکونت گزید و به عنوان راننده تراموا در خط هالست، بیرون از پارکینگ خودرویی بلوار آشلند، مشغول به کار شد. اندرسون در خاطراتش اینطور می‌نویسد: «قدیمی‌ترین خاطره‌ای که از پدرم دارم مربوط می‌شود به زمانی که با او سوار تراموا می‌شدم و وقتی به سر تقاطع می‌رسیدیم به من اجازه می‌داد تا زنگ را به صدا دربیاورم.» البته هنگامی که او شش ساله بود، پدر و مادرش از هم جدا شدند. اندرسون هرگز به علت این جدایی پی نبرد و هیچ‌وقت هم از آنها در این مورد سؤالی نپرسید. المر به همراه مادر و خواهرش کارولین که در آن زمان نوزاد بود به ماسکگون ایالت میشیگان نقل مکان کرد. برادران بزرگترش، آرنولد و آروین کمی بعد در این شهر به آنها ملحق شدند. بعد از جدایی، فرزندان خانواده اندرسون گهگاهی با پدرشان در تماس بودند. المر در نه سالگی به نوع خفیفی از فلج کودکان مبتلا شد اما با ورزش موفق شد توان و قدرت بدنی خود را بازیابد.
مادر اندرسون زندگی خود را وقف خدمت به کلیسا نمود و مراقب بود تا فرزندانش در فضای کلیسای لوتری پرورش یابند؛ درهمین راستا اندرسون نیز به عضویت کلیسای لوتری «منجی ما» در ماسکگون درآمد. زمستان ۱۹۲۵ بود که مادرش سرما خورد و این سرماخوردگی به ذات‌الریه تبدیل شد. او در تاریخ ۳ مارس ۱۹۲۵ در حالیکه اندرسون در کنارش حضور داشت، در منزل درگذشت. در عرض یک سال، پدرش نیز بر اثر سکته قلبی در خیابانی در شیکاگو از دنیا رفت.
اندرسون در سال ۱۹۲۶ درسش را در دبیرستان به اتمام رساند و سپس وارد اولین دوره کالج تازه تأسیس جونیور ماسکگون شد. دو سال بعد از آنجا فارغ‌التحصیل شد و نخستین دیپلم این کالج را از آن خود کرد. او در حین تحصیل، شغلی نیز در شرکت جی‌جی فیگن و شرکاء داشت که در زمینه املاک و مستغلات فعال بود. به‌علاوه، به عنوان گزارشگر پاره‌وقت نیز برای روزنامه محلی «کرونیکال» کار می‌کرد. در همان حال اقدام به انتشار روزنامه‌ای در کالج محل تحصیلش نمود. اندکی بعد، او و برادرانش کسب‌وکار خود را به راه انداختند که نامش شرکت املاک‌ومستغلات ماسکگون بود. البته این شرکت گاهی به نمایندگی از شرکت بیمه مرکوری، بیمه حوادث نیز می‌فروخت. «در آن سال‌ها خیلی زود به پختگی رسیدم. من در کار فروش خانه و مزارع بودم. بیمه می‌فروختم، ویراستاری روزنامه کالج را بر عهده داشتم و در همان حال گزارشگر نیمه‌وقت یک روزنامه محلی بودم. شروع به مطالعه و یادگیری دربارهٔ چیزهایی کردم که هیچ وقت فکر نمی‌کردم اصلاً وجود داشته باشند. واقعاً دوران فوق‌العاده‌ای بود.»
اندرسون در سال ۱۹۲۸ از کالج فارغ‌التحصیل شد. تمام روزهای سال بعد را به عنوان فروشنده برای شرکت شلدون، جایی خارج از مینیاپولیس، کار کرد. «آن یک سالی که در مینیاپولیس بودم باعث شد تا بفهمم چیزهای بیشتری می‌خواهم. دوست داشتم در دانشگاه مینه‌سوتا ثبت نام کنم. من معمولاً برای شروع هر کاری هدف خاصی دارم. حالا قصدم از ورود به دانشگاه مینه‌سوتا نیل به سه هدف بود: می‌خواستم مدرکی داشته باشم تا به واسطه آن امنیت شغلی پیدا کنم. در واقع دوست نداشتم کسی از من پیشی بگیرد صرفاً به این دلیل که او مدرک دارد و من ندارم. دلیل دیگر این بود که شاید از این طریق امکان آشنایی با زنی را پیدا می‌کردم که بتواند همسرم باشد. من همواره در آرزوی داشتن خانه و خانواده بودم. احساس تنهایی می‌کردم. فهمیده بودم که اگر همچنین بخواهم یک فروشنده دوره‌گرد باقی بمانم و مدام در جاده‌ها باشم، هرگز نمی‌توانم زنی را که دوست دارم، ملاقات کنم. هدف سوم من این بود که اوقات خوشی داشته باشم. خب، راستش من فروشنده خیلی خوبی بودم و از پولی که درمی‌آوردم هم مراقبت می‌کردم؛ بنابراین هدف من فقط تفریح، پیدا کردن دختر موردعلاقه‌ام و گرفتن مدرک بود. حالا اگر در این راه چیزی هم یادمی‌گرفتم، برایم در درجه دوم اهمیت قرار داشت!» او در سال ۱۹۳۱ دانشگاه مینه‌سوتا فارغ‌التحصیل شد.

## سیاست
اندرسون که از جمهوریخواهان مترقی محسوب می‌شد، طی سال‌های ۱۹۴۹ تا ۱۹۵۸ در خدمت مجلس قانونگذاری ایالت مینه‌سوتا بود. حمایت از او به دلایل مختلفی صورت می‌گرفت که از جمله آنها می‌توان به مواردی همچون تدوین برنامه‌هایی برای آموزش کودکان استثنائی، معرفی الکل به عنوان ماده‌ای که به سلامت بدن آسیب می‌زند، برپایی کمسیون برنامه‌ریزی کلانشهرها در شهرهای دوقلوی این ایالت و اجرای قانون نظام استخدام عادلانه (مینه‌سوتا پنجمین ایالتی بود که این قانون را به تصویب رساند) اشاره کرد.
اندرسون در سال ۱۹۶۰ در انتخابات فرمانداری با نامزد دموکرات‌ها، اُرویل فریمن وارد رقابت شد. او در سال ۱۹۹۹ گفت پس از اینکه از قول فریمن شنیده‌است که علی‌رغم مخالفت قاضی فدرال، او همچنین مایل است برای درهم‌شکستن اعتصاب در کارخانه بسته‌بندی گوشت آلبرت‌لیا، گارد ملی مینه‌سوتا را فرا بخواند، تصمیم گرفته‌است در انتخابات شرکت کند. اندرسون با بیش از بیست هزار رأی برنده این رقابت شد. در طول دوران فرمانداری وی، پرنده غواص شمالی به عنوان پرنده بومی این ایالت معرفی شد و در همین راستا چندین منطقه حفاظت‌شده نیز به وجود آمد. لایحه الحاقی وضع مالیات بر تاکونیت (نوعی سنگ آهن) و همچنین قانون عدم تبعیض در حوزه مسکن به تصویب رسید. او رقابت انتخاباتی دو سال بعد را با کمترین اختلاف در تاریخ انتخابات ایالات متحده واگذار کرد. این انتخابات در ۶ نوامبر ۱۹۶۲ برگزار شد ولی نتایج آن ۲۱ مارس ۱۹۶۳ اعلام گردید.
اندرسون تا پایان عمر در حزب جمهوریخواه باقی ماند البته از موضع محافظه‌کارانه‌ای که حزب در پیش گرفته بود، ناراضی بود. بطوریکه در دهه ۱۹۶۰، دیدگاه‌های او در سوی اقلیت حزب قرار داشت. وی طی مصاحبه‌اش در سال ۲۰۰۳ با روزنامه پایونیرپرس در شهر سنت‌پاول گفت: «دوباره این را به مردم می‌گویم که من مایل هستم به عنوان یک جمهوریخواه لیبرال شناخته شوم، حتی اگر این حرف ناپسند به نظر بیاید.» اندرسون در سال ۲۰۰۴ از مقامی که در حزب داشت کناره‌گیری کرد تا از جان کری، نامزد دموکرات‌ها در مقابل جورج دبلیو بوش، رئیس‌جمهور جمهوریخواه وقت، حمایت کند. او به قدری از دولت بوش مأیوس شده بود که در یادداشتی در روزنامه استارتریبون مینیاپولیس مدعی شد رئیس‌جمهور بوش و معاون او، دیک چنی، «اخبار کذب را بی‌درنگ و با تمام وجود اشاعه می‌دهند.» و همچنین چنی را مردی شرور خواند که تصمیم‌گیرنده اصلی در دولت است.